# Јелена Рибакина
Јелена Андрејевна Рибакина (рус. Елена Андреевна Рыбакина; Москва, 17. јун 1999) јесте казахстанска тенисерка руског порекла. Тренутно заузима дванаесто место на ВТА ранг-листи чиме је најбоље пласирана казахстанска тенисерка. Уједно је најбоље пласирани казахстански тенисер у историји рангирања. Такође је једини играч из Казахстана који је освојио гренд слем будући да је била првак Вимблдона 2022. У каријери је освојила осам турнира на ВТА турнеји међу којима су два турнира из серије ВТА 1000 — Отворено првенство Индијан Велса и Отворено првенство Италије 2023.

## Каријера
Рођена је 17. јуна 1999. у Москви. Са пет година је почела да тренира тенис. Године 2016. започела је професионалну каријеру.
Током периода од 2013. до 2018. Рибакина је представљала Русију. Након тога променила је држављанство да би представљала Казахстан.
Најбољи пласман на ВТА листи у појединачној конкуренцији је остварила 17. јануара 2022. кад је била на 12. месту. Освојила је три ВТА титуле: у Букурешту, Хобарту и Вимблдону.
На гренд слем турнирима је стигла до финала на Вимблдону 2022. године, прва тенисерка из Казахстана у финалу појединачне конкуренције. У финалу је победила Унс Џабир са 2:1 и тако је освојила прву гренд слем титулу. Играла је за титулу на Отвореном првенству Аустралије 2023. године у појединачној конкуренцији, али је поражена у финалу од Арине Сабаленке из Белорусије.

## Статистика

### Финала на гренд слемовима

#### Појединачно: 2 (1 победа, 1 пораз)
| Исход     | Година | Турнир                        | Подлога | Противник       | Резултат            |
| --------- | ------ | ----------------------------- | ------- | --------------- | ------------------- |
| Победник  | 2022.  | Вимблдон                      | Трава   | Унс Џабир       | 3 : 6, 6 : 2, 6 : 2 |
| Финалиста | 2023.  | Отворено првенство Аустралије | Тврда   | Арина Сабаленка | 6 : 4, 3 : 6, 4 : 6 |

### Финала на турнирима серије ВТА 1000

#### Појединачно: 5 (2 победе, 3 пораза)
| Исход     | Година | Турнир       | Подлога | Противник         | Резултат              |
| --------- | ------ | ------------ | ------- | ----------------- | --------------------- |
| Победник  | 2023.  | Индијан Велс | Тврда   | Арина Сабаленка   | 7 : 6(13 : 11), 6 : 4 |
| Финалиста | 2023.  | Мајами       | Тврда   | Петра Квитова     | 6 : 7(14 : 16), 2 : 6 |
| Победник  | 2023.  | Рим          | Шљака   | Анхелина Калинина | 6 : 4, 1 : 0, пред.   |
| Финалиста | 2024.  | Катар        | Тврда   | Ига Свјонтек      | 6 : 7(8 : 10), 2 : 6  |
| Финалиста | 2024.  | Мајами       | Тврда   | Данијела Колинс   | 5 : 7, 3 : 6          |

#### Парови: 1 (1 пораз)
| Резултат  | Година | Турнир       | Подлога | Саиграч              | Противници               | Резултат            |
| --------- | ------ | ------------ | ------- | -------------------- | ------------------------ | ------------------- |
| Финалисти | 2021.  | Индијан Велс | Тврда   | Вероника Кудерметова | Сје Су-веј Елизе Мертенс | 6 : 7(1 : 7), 3 : 6 |